# Acridina
L'acridina è un composto eterociclico aromatico, derivato formalmente dall'antracene per sostituzione di un gruppo CH centrale con un atomo di azoto.